# Gnarls Barkley
Gnarls Barkley fue un dúo de soul estadounidense, compuesto por el cantautor CeeLo Green y el productor Danger Mouse. Lanzaron su primer álbum de estudio, St. Elsewhere, en 2006. Contenía su exitoso sencillo Crazy, que alcanzó el número dos en el Hot 100 de EE. UU. y encabezó la lista de singles del Reino Unido. Fue nominado a los premios Grammy 2007 como Disco del Año, y obtuvo el certificado de platino por el envío de más de 1.000.000 de discos. St. Elsewhere también recibió una nominación al Álbum del Año. The Odd Couple, su segundo álbum de estudio, estaba programado para salir en abril de 2008, pero debido a una fuga de su álbum por Internet, decidieron lanzarlo pronto. El álbum en su totalidad recibió buenas críticas, pero no tuvo tanto éxito comercial como su primer álbum.

## Carrera
CeeLo Green entró por primera vez en la escena como parte del grupo de hip hop de Atlanta "Goodie Mob", que tuvo una gran participación en el movimiento Dirty South de la década de 1990. Green dejó el grupo después de su tercer álbum en 1999 y comenzó su carrera en solitario. Ese año cantó en "Do You Like the Way" junto con Lauryn Hill en el álbum Supernatural multiplatino de Santana.
Brian Joseph Burton, más conocido por su nombre artístico Danger Mouse, ha producido álbumes para varios artistas de hip hop y rock, incluidos Gorillaz (Demon Days) y The Black Keys (Attack & Release, El Camino y Turn Blue). Recibió atención internacional por su mash-up The Grey Album, que mezclaba la edición a cappella del disco The Black Album de Jay-Z con samples del White Album de The Beatles.
El dúo se conoció por primera vez mientras Green estaba en una gira para la que Danger Mouse era el DJ. Se convirtieron en socios musicales y trabajaron juntos en las canciones que se convertirían en St. Elsewhere ; antes del lanzamiento de ese álbum, colaboraron en las canciones "What You Sittin 'On?" para Lex Records en 2004 y "Benzie Box" del álbum de Danger Doom The Mouse and the Mask en 2005.
Saltaron a la fama con el sencillo "Crazy". el cual tiene como base una pista sampleada de la canción "Nel Cimitero Di Tucson" de Gianfranco & Gian Piero Reverberi para la película de 1968 "Django, Preparati la bara". Se convirtió en el primero que alcanzaba el primer puesto de los charts ingleses el 2 de abril de 2006, vendiéndose tan solo mediante descargas de internet.
Permaneció nueve semanas en lo alto de las listas inglesas (hasta que el dúo decidió retirarlo para que no agotase al público).
Finalmente el primer disco de Gnarls Barkley vería la luz el 24 de abril de 2006 en el Reino Unido y el 9 de mayo del mismo año en Estados Unidos.
En 2008 sale a la venta su segundo disco, "The Odd Couple", El primer sencillo es "Run". El video fue dirigido por un equipo de producción conocido como Happy Team. Psicodelia de color y moda retro al más puro estilo Shaft, llena de bailes y efectos visuales que dan lugar a un caleidoscopio de imagen, movimiento y color… El vídeo representa un show completamente setentero en este caso presentado por Justin Timberlake.
El vídeo del segundo sencillo, "Who's Gonna Save My Soul Now?" fue dirigido por Chris Milk, que estuvo al mando del nominado a los Grammy "Gone Daddy Gone".

## Discografía

### Álbumes
- St. Elsewhere (2006) - EE. UU. #4 (platino), UK #1
- The Odd Couple (2008)

### Sencillos
- «Go-Go Gadget Gospel / Gone Daddy Gone» (2006)
- «Gone Daddy Gone» (2006)
- «Crazy» (2006)
- «Smiley Faces» (2006)
- «Who Cares?» (2006)
- «Going On» (2008)
- «Who's Gonna Save My Soul» (2008)
- «Run (I'm a Natural Disaster)» (2008)
- «Neighbors» (2008)
- «Crazy (Live From The Basement)» (2014)
- «Smiley Faces (Instrumental)» (2014)